# Juuka
Juuka (Juga in svedese) è un comune finlandese di 4352 abitanti, situato nella regione della Carelia Settentrionale.
Questa cittadina è nota per l'estrazione della steatite e per l'artigianato. Ha un piccolo centro storico denominato Puu-Juuka (lett. "Juuka di legno") fatto di case di legno strutturale, alcune delle quali più che centenarie.